# Wayne (New Jersey)
Wayne je město v Passaic County ve státě New Jersey ve Spojených státech. V roce 2010 zde žilo přes 54 000 obyvatel a jeho rozloha je 65,2 km2.